# Liam McIntyre
Liam James McIntyre (ur. 8 lutego 1982 w Adelaide) – australijski aktor telewizyjny i filmowy. Jako dziecko cierpiał na astmę. Podczas programu wymiany studentów uczył się na wydziale biznesu w Irlandii. Pracował dla sieci teatralnej w Melbourne w Australii. Po zdiagnozowaniu chłoniaka nieziarniczego u Andy’ego Whitfielda, w 2012 przejął rolę tytułową w serialu Spartakus. Stracił znaczną wagę dla roli Spartakusa i został poddany intensywnemu treningowi. 

## Wybrana filmografia
- 2010: Pacyfik (The Pacific) jako Lew
- 2010: Sąsiedzi (Neighbours) jako Bradley Hewson
- 2010: Gliniarze z Melbourne (Rush) jako sierżant Matt Connor
- 2012–2013: Spartakus (Spartacus) jako Spartakus
- 2014: Legenda Herkulesa (The Legend of Hercules) jako Sotiris
- 2010: Flash jako Mark Mardon / Weather Wizard
- 2017: Trollowy most (The Pacific) jako Plink
- 2017: Ochroniarz (Security) jako Vance
- 2018–19: Gwiezdne wojny: Ruch oporu (Star Wars Resistance) jako komandor Pyre (głos)
- 2019: Star Wars Jedi: Upadły zakon (Star Wars Jedi: Fallen Order) jako Taron Malicos (głos i mocap)